# Роскиле
Ро̀скиле (на датски: Roskilde, [ˈʁʌskilə]) е град в Източна Дания, главен административен център на едноименния амт Роскиле. Разположен е на остров Шеланд на брега на Северно море във фиорда Роскиле. Шосеен и жп транспортен възел. Има международна аерогара и пристанище. Основан е през 998 г. От 1971 г. в Роскиле се провежда ежегоден фестивал на рок музиката. Население 48 721 души от преброяването към 1 януари 2014.

## Спорт
Представителният футболен отбор на града носи името ФК Роскиле.

## Известни личности
Родени
- Расмус Бартолин (1625 – 1698), датски учен, медик, анатом, физик, математик, професор

## Побратимени градове
- Гнезно, Полша
- Исафьордюр, Исландия
- Йоенсуу, Финландия
- Линшьопинг, Швеция
- Тьонсберг, Норвегия